# Sinan-paša Borovinić
Sinan-paša Borovinić (1504. – 1506.)  bio je visoki dužnosnik na osmanskom dvoru, podrijetlom Hrvat iz BiH. Bio je hercegovački 
sandžak-beg. Bilo je to u vrijeme turske uprave kad je velik broj Hrvata-muslimana dosizao visoke časti u carstvu tako da se među imenima kojima se i danas diči turska povijest nalaze i mnoga imena hrvatskih velikana. Ističu se dvadeset i četvorica vezira iz krajeva gdje žive Hrvati: Mahmud-paša Hrvat (miljenik sultana Mehmeda), Davut-paša Bogojević, Ahmed-paša Hercegović, Rustem-paša Hrvat, Mehmed-paša Sokolović, Mural-paša Hrvat, Dilaver-paša Hrvat, Ishak-paša Gazi, Jakub-paša Hadun, Jakub-paša Bošnjak, Salih-paša Nevesinjac, Sulejman-paša Prijepoljac, Sijavuš-paša Hrvat te drugi.
Sin je dvorskog kneza, kneza bosanskog i velikog kneza (palatina) bosanskoga Tvrtka Borovinića iz bosanske velikaške obitelji Borovinića (P. Gaković, Ćiro Truhelka). i rođak Ostoje i Tvrdisava Borovinića.